# チコメコアトル

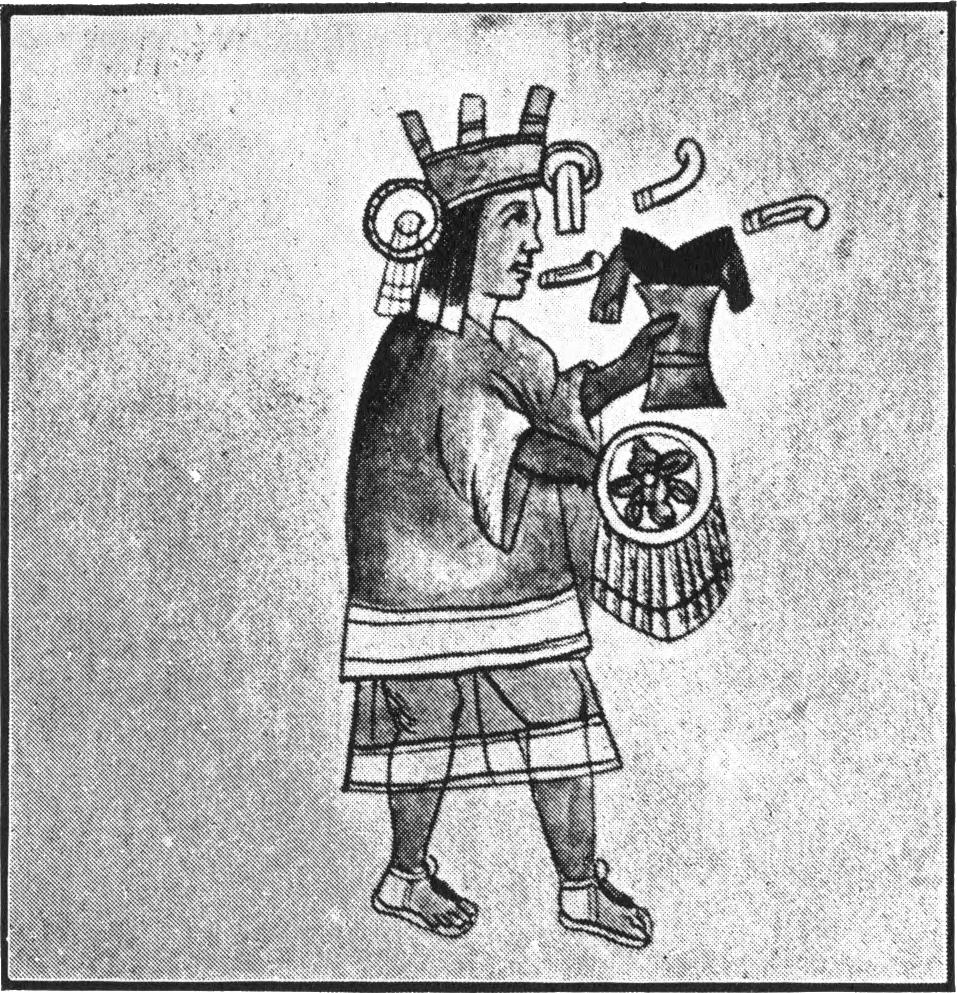
チコメコアトル

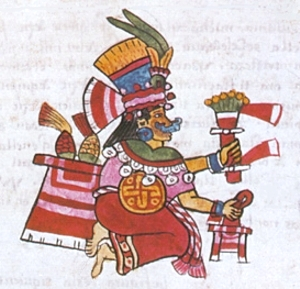
マリアベッキアーノ絵文書のシロネン（チコメコアトル）

チコメコアトル（Chicomecoatl）は、チコモロツィン（Chicomolotzin、「7つ(chicome)のトウモロコシの穂(olotl)様(-tzin)」）とも言い、アステカ神話に伝わる栄養及び豊穣（特にトウモロコシ）の女神である。
トウモロコシの神として崇拝されているセンテオトルとも近い関係にある。
その名は中央アメリカで一般に見られる260日の暦（トナルポワリ）に由来し、「七の蛇」を意味する。
別名としてチャルチウシワトル（Chalchiuhcihuatl、ヒスイの女）、およびシロネン（Xilonen）がある。後者は未成熟状態のトウモロコシのやわらかい緑の穂を意味する。
図像学的には水の女神チャルチウトリクエと共通する点が多く、顔に短い線が描かれ、また大きな頭飾りをつけている。巨大な頭飾りはアマカリ（amacalli、紙の家）と呼ばれ、チコメコアトルのもっとも目立つ特徴になっている。主にトウモロコシがチコメコアトルの象徴であり、手か背中にトウモロコシの穂を持った姿で描かれることが多い。
花を運ぶ若い女性、太陽を盾として使用する母、死をもたらす女性としても描かれている。